# هافمن (کارولینای شمالی)
هافمن (به انگلیسی: Hoffman) شهری در ایالت کارولینای شمالی کشور ایالات متحده آمریکا است که جمعیت آن در سرشماری سال ۲۰۱۰ میلادی، ۵۸۸ نفر بوده‌است.